# Отон Кучера
Отон Кучера (Петриња, 1. јануар 1857 — Загреб, 29. децембар 1931) био је професор, природњак, астроном, највећи хрватски популаризатор технике и природних наука, књижевник, председник Матице хрватске, те аутор неколико уџбеника из физике за средње школе те низа научно-популарних дела из физике, астрономије и електротехнике.

## Биографија
Рођен је 1. јануара 1857. године у Петрињи, као прво од тринаесторо деце у браку Иде и Фрање Кучере, учитеља. Према наводима породице, Отон се родио 31. децембра 1856. године, али су родитељи због практичних разлога (војна обавеза и друго), пријавили да се родио 1. јануара 1857.
Оца, учитеља, служба је убрзо одвела из Петриње у Оточац, где је Отон провео детињство и завршио пет разреда основне школе, а затим је наставио гимназију у Сењу. Из Сења је у Оточац и натраг путовао преко Велебита, те ја на тим преласцима заволео Велебит, планине и звездани свод, што га је пратило током целога живота. Школовање је наставио у Винковцима где је матурирао 1873. године.
Као одличном и талентованом ученику додељена му је крајишка стипендија, те је отишао у Беч на студије физике, математике и астрономије. Студира код чувених Јожефа Стефана, Лудвига Болцмана и Јохана Лошмита, а усавршава се у астрономији на Бечкој опсерваторији, чији је директор тада био Карл фон Литроу.
Било му је понуђено место асистента, али су га родољубни и породични разлози довели натраг у Винковце, где је у доби од само 19 година почео предавати у винковачкој гимназији, а две године касније положио је у Бечу професорски испит, како су захтевали прописи тадашњег доба.
Три године касније објављује прве научно-стручне радове. Уз главне утемељитеље, Спиридона Брусину и Ђуру Пилара, укључио се у оснивање Хрватскога наравословног (природословног) друштва, утемељеног у Загребу, крајем 1885. године. У години оснивања друштва још је био професор гимназије у Винковцима. Налазимо га под бројем 101 у абецедном попису редовних чланова друштва, а у Гласнику, I годишта, из 1886. године, гласилу новооснованога друштва, Кучера је већ присутан чланком Човек и природна наука, у којем даје преглед развоја природних наука.
Премјештајем у Пожегу започиње научно-популаризаторски рад, којем је остао веран све до смрти. У Пожеги је основао и прву школску опсерваторију, а 1892. године штампана је његова прва научно-популарна књига, Црте о магнетизму и електрицитету.
Научна просвећеност некога народа не стиче се само школским образовањем, него велику улогу у том процесу има популаризација односно промоција науке у народу, што се постиже на више начина: популарним предавањима за широки круг различитих струка и образовања, издавањем научно-популарних часописа, који на једноставан начин објашњавају читалаштву досеге одређене науке те објављивањем популарних дела из одређене науке, у којима је на занимљив и једноставан начин приказано оно најважије из ње, што би требало представљати темељ за њено упознавање. У 19. веку нарочито је ојачала популаризација науке, нарочито зато што се и у науци почело систематично користити матерњим језиком. Кучера слови за најпознатијег хрватског популаризатора науке и технике, а у астрономији га називају и „хрватским Фламарионом“, по чувеном француском популаризатору астрономије.
Кучера је сматрао да је однос човека према науци о звезданом небу сасвим другачији него према било којој другој науци и да се може упоредити с односом човека према родној груди и домовини, тако да астрономија усмерава човека на размишљања о последњим и највећим проблемима природе и човека у њој, а таква размишљања јако утичу на то да се умире и натраг потисну страсти, које не красе образоване људе те у томе види снагу астрономије и њену велику одгојну вредност за све нараштаје.

## Најплодније раздобље стваралаштва
Преласком у Загреб, 1892. године, почиње Кучерино најплодније раздобље стваралаштва. Деловао је на Реалној гимназији, где је уредио први савремени кабинет за физику, 1893. године, а исте године из штампе је изашла његова књига Вриеме - цртице из метеорологије. Године 1895. излази и научно-популарно астрономско дело Наше небо, штампано у издању Матице хрватске, са тиражом од 12.000 примерака. Дело је дочекано одушевљењем и распродато у кратком времену, да би доживело још два издања за Кучериног живота, године 1921. у издању Хрватског природословног друштва и године 1930. у издању Матице хрватске. За ову књигу Кучера је награђен из задужбине грофа Ивана Непомука Драшковића. Стотину година након првога издања у Загребу је 1995. године штампано и четврто издање Нашег неба.
Године 1899. Отон Кучера је написао уџбеник Физика за ниже разреде, с додатком из астрономије и хемије и промовисан за доктора на Универзитету у Загребу, тезом о Марину Геталдићу те постао предавач више математике и теоријске физике с механиком на Шумарској академији у Загребу, где је предавао све до пензионисања, 1915. године. На Шумарској академији увео је двогодишњи геодетски течај, а прве године је био на његовом челу. Из овог геодетског течаја израстао је данашњи Геодетски факултет у Загребу.
Године 1902. штампана је његова Експериментална физика за више и средње и њима сличне школе, а исте године је, на његов подстицај, у оквиру Хрватскога природословног друштва, основана Астрономијска секција. Кучера је потом, уз своја предавања на факултету, прихватио и захтеван посао директора Опсерваторије, чије је утемељење иницирао и активним деловањем успео остварити и која је отворена 1903. године. Из Кучериних списа дознајемо да у време оснивања Астрономијске секције нити у највишим врстама хрватске интелигенције још није било довољно свести о важности и потреби астрономије као културном елементу у образовању свакога интелигента без обзира на његово звање и занимање. Држао је, међутим, да нити код великих народа није било другачије те наводи да је исте године кад је основано Хрватско наравословно друштво, француски астроном Камил Фламарион основао Француско астрономско друштво у Паризу (1886), те да је то друштво, у једном од најцивилизованијих народа света, од 40 милиона људи, у првој години деловања окупило једва 90 чланова. Тим се више могао поносити чињеницом да је број чланова Хрватскога природословног друштва до оснивања Астрономијске секције падао и износио 95 чланова, а након оснивања порастао на око 230, што сведочи колико занимање је побудило оснивање те секције као и идеје о утемељењу хрватске друштвене опсерваторије. Године 1924. и сâм је изабран за члана Француског астрономског друштва у Паризу.
У години отварања Опсерваторије, 1903, из штампе излази његова књига Таласи и зраке, а 1907. преводи уџбенике: Ј. Сцхеинер, Уредба свемира и И. Walentin, Физика за више разреде средњих школа. Цело то време био је активан и на многим другим пољима: председник је првога радио клуба, члан књижевнога одбора Матице хрватске, а осам година, од 1909. до 1917. и њен председник. Од 1908. до 1911. председник је друштва средњошколских професора. Редовни је предавач на Загребачком народном универзитету, на којем су његова предавања била врло радо слушана. Уза све ово и у уредништву је Гласника хрватскога планинарског друштва, од првога броја, да би у времену од 1892. до 1913. године био одборник, секретар и председник Хрватскога планинарског друштва. Био је и члан Братства хрватског змаја, под називом змај Петрињски те члан радник Хрватскога књижевног друштва светог Јеронима.

## Други пут управник Опсерваторије
Године 1915. Кучера је пензионисан, а 1920. године, након слома Аустроугарске монархије, реактивирао се и постао средњошколским директором при Земаљској краљевској влади, а затим и поновно управитељем Опсерваторије од 1920. до 1925. године, када по други пута одлази у пензију. У времену од 1924. до 1926. уређивао је Астрономски календар „Бошковић“.
Између бројних књига које је објавио у својем каснијем раздобљу истичу се оне из библиотеке „Нововјеки изуми“, Гибања и силе (Цртице из механике неба и земље) из 1915. и Телеграф и телефон без жица, из 1925. године.
Из првога брака имао је кћи Елсу, касније познату хрватску психолошкињу. Након смрти прве супруге оженио се и имао још троје деце: Мару, Невенку и сина Влаху. У последњим годинама живота морао је због породичних разлога продати породичну кућу у Јурјевској улици 14. у Загребу те је до краја живота живео у изнајмљеном стану у Маллиновој улици. Умро је 29. децембра 1931, уочи свога рођендана, а на сам прави дан рођења, 31. децембра, покопан је на загребачком гробљу Мирогој.
Због његовог големог доприноса научном и технолошком препороду Хрватске, одгајања многих љубитеља астрономије, па и откривача лично, први нумерисани астероид Опсерваторије Вишњан, откривен 22. маја 1996. године, именован је њему у част, (7364) Отонкуцера.

## Дела
- , 1892.
- , 1893.
- , 1895.
- , 1903.
- , 1915.
- , 1925.